# To the Moon (Computerspiel)
To the Moon (auf Deutsch etwa: Zum Mond) ist das vierte Videospiel von Kan „Reives“ Gao und die erste kommerzielle Produktion seiner unabhängigen Videospielfirma Freebird Games. Das Spiel wurde am 1. November 2011 veröffentlicht und ist ein Adventure mit Rollenspiel-Elementen, das mit dem RPG Maker erstellt wurde. Am 8. September 2012 wurde das Spiel auf Steam veröffentlicht. Das ursprünglich englische Spiel wurde bisher ins Deutsche, Französische, Italienische, Spanische, Russische, Koreanische, Polnische, Portugiesische und Türkische übersetzt.

## Handlung
Hinweis: Aufgrund der Vermischung von chronologisch rückwärts und vorwärts zusammenhängenden (linearen) Szenen weicht die Kette von Ereignissen im Spiel von der hier dargestellten ab.
To the Moon ist futuristisch angelegt. Die Firma Sigmund Corp. bietet eine Technologie an, mit der man künstliche Erinnerungen aufbauen und dem Kunden einpflanzen kann. Dieser Service kann jedoch nur von Leuten angenommen werden, die auf dem Sterbebett liegen und nicht mehr lange zu leben haben. Der Grund dafür ist, dass die künstlichen Erinnerungen mit den echten im Konflikt stehen und es zu kognitiver Dissonanz führen würde, wenn der Patient aufwachen sollte.
Die beiden Angestellten Dr. Eva Rosalene und Dr. Neil Watts haben den Auftrag, den Lebenswunsch von Johnny Wyles zu erfüllen. Dieser lautet ganz simpel: Er möchte zum Mond. Was ihn zu diesem Wunsch verleitet, weiß er jedoch nicht. Um ihm das zu ermöglichen, müssen die beiden Doktoren sich in eine interaktive Zusammenfassung sämtlicher Erinnerungen einschleusen und mittels „Mementos“ rückwärts durch Johnnys Leben reisen. Mit jedem wichtigen Erinnerungsabschnitt lernen sie mehr über den Patienten und was ihn zu seiner derzeitigen Position im Leben gebracht hat:
Johnny wächst mit seinem Zwillingsbruder Joey auf. In dieser Zeit begegnet er seiner zukünftigen Frau River auf einem Jahrmarkt. Sie sehen sich zusammen an einer Klippe den Nachthimmel an und verabreden sich, nächstes Jahr an selber Stelle zu treffen. Wenn er es vergessen solle, so Johnny scherzhaft, würden sie sich auf dem Mond wiederfinden. Nachdem Joey bei einem Unfall stirbt, werden John Betablocker verabreicht, um den tragischen Verlust zu überwinden. Das Medikament sorgt dafür, dass sämtliche Erinnerungen zwar nicht gelöscht, aber abgekoppelt werden, so dass er nicht mehr auf sie zugreifen kann. Auch seine Mutter, die mit dem Auto den Unfall verursacht hat, konnte sich nie davon erholen und nennt ihr nun einziges Kind ab und zu beim Namen des Verblichenen. John trifft in der Schule wieder auf River, ohne jedoch zu wissen, dass sie sich bereits kennen. Er hat sichtlich Interesse an ihr, hauptsächlich aber aus eigennützigen Gründen. Denn er möchte nicht mit einem durchschnittlichen und somit langweiligen Menschen zusammen sein, da er befürchtet, dadurch selbst durchschnittlich zu sein. River, die einzelgängerisch ist und sich insgesamt recht merkwürdig verhält, ist für ihn die perfekte Wahl, jedoch nur weil sie anders ist und nicht um ihrer selbst Willen. Später stellt sich heraus, dass River das Asperger-Syndrom hat, womit ihre Sonderheiten im Verhalten und Kommunikation erklärt sind.
Die beiden heiraten dennoch und bauen ein Haus neben einem Leuchtturm, an dem auch die Hochzeit stattfand. Noch mitten in der Bauphase wird River krank. Die Arztrechnungen stapeln sich und River beschließt, ihre Behandlung abzubrechen, damit genügend Geld für das Haus übrig bleibt. Nach ihrem Tod wird sie direkt beim Leuchtturm begraben. John wohnt nun alleine im großen Haus, zusammen mit seiner Haushälterin und ihren zwei Kindern.
Als die Doktoren nach einigen Schwierigkeiten seine Kindheit erreichen, versuchen sie ihm sein Verlangen einzufügen, zum Mond zu reisen. Der Zweck davon ist, dass sobald der Wunsch implementiert ist, Johnnys Verstand basierend auf diesem Wunsch Erinnerungen an ein neues Leben kreieren wird. Zu diesem ursprünglichen Plan, wird dazu noch Rivers Auftreten und der Unfall vollständig entfernt, denn „er kann sich immer eine neue River suchen […] aber seinen Bruder gibt es nur einmal.“ Im alternativen Leben wird Joey zu einem Autor, Johnny ein Astronaut. Während seiner Ausbildung stößt River dazu und gemeinsam fliegen beide zum Mond. An dieser Stelle endet die alternative Lebenslinie, da der echte Johnny im Krankenbett stirbt. Die Erinnerungen nach dieser Zeit bleiben soweit unverändert zu den realen Erinnerungen, mit der Ausnahme, dass Joey dabei ist und der Bau des Hauses (mit River und Joey anwesend) vollendet wurde.
Das Spiel endet mit Eva und Neil an Johnnys Grab stehend, der neben dem seiner Frau beigesetzt wurde. Ein Anruf lässt beide zu einem neuen Auftrag eilen. Nachdem Eva voraus gelaufen ist, hört man ein Donnern und ein rotes Licht erscheint flüchtig; beides trat auch während der Mission auf und zeigte Johnnys kritischen Zustand an. Neil nimmt eine der Schmerztabletten aus dem Firmenwagen zu sich und geht ebenfalls.

## Nachfolger
Während bereits im Epilog des ersten Teils ein Hinweis auf eine Fortsetzung gegeben wurde, kündigte Freebird Games am 22. August 2012 an, dass ein zweiter Teil zu To The Moon geplant sei. Die Fortsetzung werde sich um einen neuen Patienten drehen, jedoch sollen einige bekannte Charaktere wiederkehren, wie zum Beispiel Dr. Watts und Dr. Rosalene. Die Fortsetzung trägt den Titel Finding Paradise und erschien am 14. Dezember 2017 zum Download auf Steam.
Zuvor wurde noch eine Kurzgeschichte veröffentlicht, die in der gleichen Welt spielt und als Vorgeschichte zur eigentlichen Episode 2 dient. Der Titel der Kurzgeschichte lautet A Bird Story (auf Deutsch etwa: Eine Vogelgeschichte) und das Spiel ist am 5. November 2014 erschienen.
Der bisher letzte, dritte Teil, Impostor Factory, erschien im September 2021.

## Soundtrack
Der Soundtrack zu To the Moon wurde von vielen Kritikern gelobt. Er wurde von Kan Gao komponiert und gespielt. Der Soundtrack wurde am 4. November 2011 über Bandcamp veröffentlicht und enthält einen eigenen Theme-Song von Laura Shigihara. Er umfasst 31 Tracks und hat eine Gesamtlänge von 53:05 Minuten.
1. To the Moon – Main Theme [04:56]
2. Between a Squirrel and a Tree [01:18]
3. Spiral of Secrets [01:06]
4. For River – Piano (Sarah & Tommy’s Version) [02:58]
5. Bestest Detectives in the World [01:15]
6. Too Bad So Sad [00:08]
7. Teddy [00:42]
8. Uncharted Realms [01:08]
9. Having Lived [01:21]
10. Moonwisher [02:10]
11. Born a Stranger [01:41]
12. For River – Piano (Johnny’s Version) [01:39]
13. Lament of a Stranger [01:05]
14. Everything’s Alright (Music Box) [00:40]
15. Moongazer [02:15]
16. Anya by the Stars [02:15]
17. Take Me Anywhere [00:59]
18. Warning (AKA best track ever) [00:09]
19. Beta-B [01:06]
20. World’s Smallest Ferris Wheel [00:35]
21. Once Upon a Memory [02:25]
22. Once Upon a Memory (Piano) [01:35]
23. Laura Shigihara – Everything’s Alright [03:25]
24. Everything’s Alright (Reprise) [00:58]
25. Tomorrow [02:10]
26. Launch [01:57]
27. To the Moon – Piano (Ending Version) [05:15]
28. Eva’s Ringtone [00:04]
29. Trailer Theme – Part 1 [01:43]
30. Trailer Theme – Part 2 (feat. Laura Shigihara) [01:49]
31. Trailer Theme – Part 2 (Instrumental) [02:00]

## Entwicklung & Veröffentlichung
Das Spiel wurde mit dem RPG Maker XP von Enterbrain erstellt. Die Geschichte wurde von Kan Gao geschrieben. Grafiken für das Spiel wurden von Gao, Alisa Christopher, Gabriela Aprile und Van Setia Putra erstellt. Am 6. August 2011 wurde ein offizieller Trailer auf YouTube veröffentlicht.
Am 1. November 2011 wurde das englische Original zum kostenpflichtigen Download auf der offiziellen Website angeboten. Eine deutsche Übersetzung erschien am 28. März 2012. Am 6. Juli erschien eine Retail-Version im Vereinigten Königreich und Irland. Eine deutsche Retail-Version des Spiels soll am 31. August 2012 von Lace Mamba veröffentlicht werden. Die Retail-Versionen des Spiels enthalten zusätzlich eine CD mit dem offiziellen Soundtrack.

## Rezeption
To the Moon wurde überwiegend positiv bewertet, hervorgehoben wurde dabei die Geschichte und die Musik. Das Spiel erhielt eine durchschnittliche Bewertung von 81 % auf Metacritic, sowie 82,59 % auf GameRankings.
2011 erhielt To the Moon die Auszeichnung für die beste Story auf GameSpot, es gewann somit unter anderem gegen Portal 2 und Xenoblade Chronicles. To the Moon wurde außerdem in den Kategorien „Beste Musik“, „Denkwürdigster Moment“, „Beste Dialoge“, „Bestes Ende“, und „Song des Jahres“ nominiert. Es war außerdem das von Nutzern höchstbewerteste PC-Spiel 2011 auf Metacritic.
Die Zeit schrieb über das Spiel: „‚To The Moon‘ hat kein Tempo, keine Kämpfe und ist eigentlich auch kein Spiel. Trotzdem kann es eines exzellent: eine bewegende Geschichte erzählen.“
2016 wurde To the Moon für die Kategorie „Ich weine nicht, ich hab’ nur was im Auge“ bei den Steam-Awards nominiert.

## Verfilmung
Im Mai 2018 wurde bekanntgegeben, dass sich eine Animationsfilm-Adaptation derzeit in Entwicklung befindet. Gao ist beim Schreiben des Drehbuches involviert. Der Film wird ein Gemeinschaftsprojekt, bei dem japanische Firmen hauptsächlich für die Produktion und die chinesische Firma Ultron Event Horizon hauptsächlich für die Finanzierung zuständig sind. Es ist nicht bekannt, welche japanischen Firmen den Film produzieren und animieren werden; Gao beteuerte aber, dass es sich um große Unternehmen handelt. Das genaue Budget für den Film ist unbekannt, soll jedoch über dem Budget für den japanischen Animationsfilm Your Name. – Gestern, heute und für immer liegen.